# 多佛 (肯塔基州)
多佛（英語：Dover），是美国肯塔基州的一座城市。面积约为1.3平方公里（0.5平方英里）。根据2010年美国人口普查，该市的人口为252人。